# Axel Schmidt Grael
Axel Schmidt Grael (São Paulo, 22 de julho de 1958) é um engenheiro florestal, ambientalista, velejador e político brasileiro, filiado ao Partido Democrático Trabalhista (PDT). Foi prefeito de Niterói entre 2021 e 2024. Anteriormente atuou como vice-prefeito, secretário municipal Executivo e de Planejamento, Orçamento e Modernização da Gestão na mesma cidade.

## Biografia
Nasceu em São Paulo devido às mudanças constantes de lar por conta da carreira militar do pai, mas possui raízes em Niterói desde a chegada do avô, Preben Tage Axel Schmidt, em 1924, oriundo da Dinamarca. Sobrinho dos velejadores Erik Oluf Preben Schmidt e Axel Frederik Preben Schmidt, filho de Ingrid Schmidt e do coronel Dickson Melges Grael, irmão dos medalhistas Olímpicos Torben Grael e Lars Grael, casado com Christa Vogel Grael e tio da também medalhista Martine Grael e de Marco Grael. Na década de 1970 iniciou suas atividades como ambientalista com a criação do Movimento de Resistência Ecológica (MORE), organização pioneira do movimento no Rio e em Niterói. Liderou iniciativas em defesa da Baía de Guanabara e na campanha que resultou na criação do Parque Estadual da Serra da Tiririca. Em 1991, foi nomeado para a sua primeira experiência governamental, como presidente do IEF - Instituto Estadual de Florestas. Depois disso, presidiu também a FEEMA – Fundação Estadual de Engenharia do Meio Ambiente em duas gestões (1999-2000 e 2007-2008) e foi Subsecretário de Meio Ambiente do Estado do Rio de Janeiro. É funcionário público de carreira, aprovado em Concurso Público para engenheiro florestal da Prefeitura do Rio de Janeiro.
No terceiro setor, destaque para sua atuação no Projeto Grael, fundado em 1998. Desde então, mais de 20 mil jovens e crianças da rede pública de ensino tiveram iniciação esportiva por meio da vela e foram preparados para o mercado de trabalho.

## Carreira Política
Filiado ao Partido Verde, Axel se candidatou em 2012 a vice-prefeito da cidade de Niterói, na chapa encabeçada por Rodrigo Neves, sendo eleito em segundo turno com 132 mil votos (correspondente a 52,55% dos votos) e tomando posse do cargo em 1° de janeiro de 2013.
Em 2016, Axel se candidata novamente a vice-prefeito, repetindo a chapa com Rodrigo Neves - que diferente do pleito de 2012, saiu candidato pelo PV. Durante a campanha, em setembro, a juíza eleitoral Daniela Ferro impugnou o seu registro de candidatura devido a pendências financeiras da época em que era presidente do Instituto Estadual de Florestas. Após um recurso, Axel foi substituído por Comte Bittencourt na chapa. Com a reeleição de Rodrigo Neves, Axel assumiu a secretaria de Planejamento em 1° de janeiro de 2017.

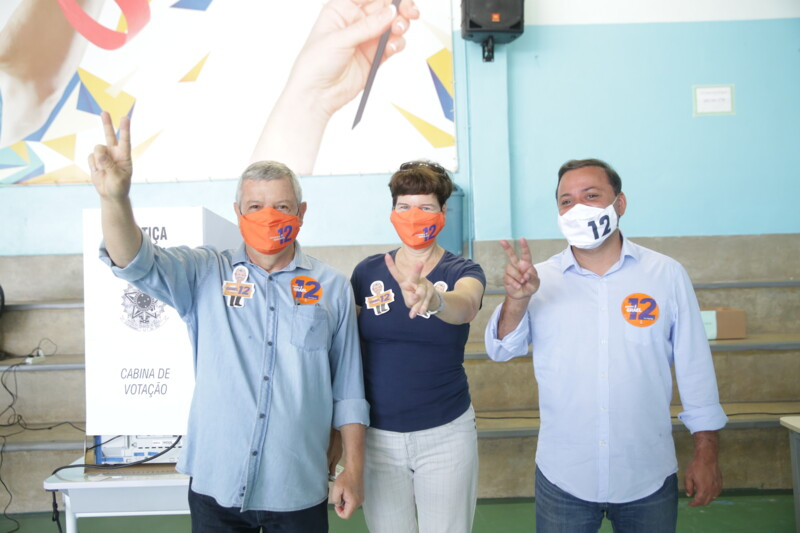
Axel Grael e o prefeito Rodrigo Neves votam juntos em Niterói (2020)

Em janeiro de 2020, Axel Grael deixa o Partido Verde, onde estava desde os anos 80, e se filia ao PDT, dias após ter confirmada sua pré-candidatura à Prefeitura de Niterói nas eleições de novembro. Foi oficializado candidato ao pleito municipal em 31 de agosto, em chapa formada por 14 partidos e tendo como candidato a vice-prefeito o vereador e presidente da Câmara Municipal Paulo Bagueira, do Solidariedade. Em 15 de novembro, Grael foi eleito prefeito de Niterói em primeiro turno, ao obter 151.846 votos, equivalente a 62,56% dos votos válidos.
Durante sua gestão como prefeito, Grael realizou a implementação do projeto NitBike, responsável por instalar pontos de bicicleta na cidade para acesso gratuito durante uma hora com aplicativo proprietário do município, criou a SECLIMA sem aumento de encargos para o funcionalismo público de Niterói e concluiu a primeira etapa do Projeto Parque Orla, na Região Oceânica de Niterói. Optou por não disputar a reeleição ao cargo em 2024, apoiando a candidatura de seu antecessor Rodrigo Neves, que foi eleito.